# Léon Pétillon
Pour les articles homonymes, voir Pétillon.
Léon Antoine Marie Pétillon, né le 22 mai 1903 à Esneux et mort le 1er avril 1996 à Ixelles, est un administrateur colonial belge. Il est gouverneur du Ruanda-Urundi à partir du 19 juillet 1949 et ce, jusqu'au 1er janvier 1952, date à laquelle il devient gouverneur général du Congo belge. En 1958, il devient ministre des Colonies pour une courte période.

## Biographie

### Études
Léon Pétillon étudie le droit à l’université catholique de Louvain, en Belgique, où il a obtenu un doctorat.

### Carrière politique

#### Carrière en Belgique
Après avoir exercé en tant qu'avocat, Pétillon est entré dans la fonction publique coloniale en 1929, au ministère des Colonies à Bruxelles sous le conseil du bâtonnier Crockaert et Dupriez. Après avoir travaillé sur des questions juridiques pour le ministère (affecté au service des Terres dans la concession de terres domaniales), Pétillon est devenu chef de cabinet du ministre Paul Tschoffen et de ses successeurs, dont Albert de Vleeschauwer. À ce titre, il dirige la section du contrôle financier pour le suivi des activités des sociétés en relation avec la Colonie et supervise la création de la loterie coloniale en 1934.

#### Carrière au Congo belge et au Ruanda-Urundi

##### Activités durant la guerre
En février 1939, Pétillon demande à être affecté au Congo belge et obtient, par l'intermédiaire de Emile Gorlia, secrétaire général du département, un poste de chef de cabinet du gouverneur général, Pierre Ryckmans. Lorsque la Belgique est envahie par l'Allemagne en mai 1940, il est en poste au Congo. En dépit de son poste de chef de cabinet de de Vleeschauwer auprès du gouvernement belge en exil à Londres, Pétillon a passé la majeure partie de la Seconde Guerre mondiale au Congo. Le 5 décembre 1940, il assiste au séjour au Congo du ministre de Vleeschauwer qui s’entretint avec le gouverneur général et est son accompagnateur à Londres lors de sa présentation des résultats du voyage au gouvernement. En juillet 1941, il prépare le rapport télégraphique du gouverneur général pour mettre au courant le gouvernement à Londres de la situation au Congo. Il devient l’attaché du ministre de Vleeschauwer et du premier ministre Pierlot lors de leur séjour au Congo en été 1942.  De mars à mai 1944, il accompagne le gouverneur général Ryckmans à Londres et aux États-Unis.

##### Ambitions et réalisations concrètes d'après-guerre
Après la libération de la Belgique en septembre 1944, Pétillon joua un rôle majeur dans le rétablissement des relations entre l'administration coloniale en Afrique et le ministère des Colonies.
En août 1945, il est nommé vice-gouverneur général en tant que suppléant du nouveau gouverneur général Eugène Jungers par Robert Godding, le nouveau ministre des Colonies, après avoir émis le refus d’être nommé gouverneur général. Pétillon ambitionne de récompenser l’effort de guerre des congolais, de poursuivre la formation des congolais et le développement du Congo, de décentraliser les attributions du département vers l’Afrique ainsi qu’aider les congolais à former une population pluriraciale et à demander une autodétermination à l’État belge conformément à la Charte des Nations unies.
Il en résulte l’aboutissement de la réforme administrative des services d’Afrique et la refonte du statut du personnel de la colonie.
En 1947, Pétillon en tant que vice gouverneur général s’est tourné vers l’économique et le social, dans la lignée de la pensée de Ryckmans qui estime que la Belgique a adopté un paternalisme au Congo qui ne profite qu’à elle. Par conséquent, Pétillon est perçu comme un homme de gauche car il bouscule la vision de la colonie de l’époque.
En novembre de la même année, il est élu président du Conseil du gouvernement à la suite du congé de Jungers. À cette occasion, il fait un discours d’ouverture sur son bilan et son programme en désirant un développement économique indigène et la formation d’un marché intérieur, l’adaptation du régime fiscal, la mise à l’étude du plan global de développement économique et social du pays.
Le 7 juillet 1948, il revient en Belgique et devient l’Intérimaire du secrétaire général du département des Colonies. Il assiste ainsi le ministre Wigny dans la préparation du plan décennal pour le développement économique et social du Congo.
En juillet 1949, il est affecté au territoire sous tutelle des Nations unies de Ruanda-Urundi, où il assuma la responsabilité générale de son administration. En tant que gouverneur du Ruanda-Urundi, il prépare un plan de développement économique et social du territoire, élabore la réforme politique pour doter le pays de structures autochtones plus en conformité avec la Charte des Nations-Unies et assure les relations avec le Conseil de Tutelle. Ce plan s'inscrit dans la lignée de celui mis en place au Congo.
Le 1er janvier 1952, sur la proposition d'André Dequae, il est nommé gouverneur général et fait la constatation d'un décalage entre les progrès économiques et sociaux, et l’évolution politique du Congo.
Face à l'observation d'un écart de salaires conséquent entre les congolais et les coloniaux et des revendications pour obtenir ainsi un barème de salaires égal ou proche des coloniaux, la question du statut unique va devenir un sujet de discussion dès 1953.
Ceci nous amène le 24 septembre 1954 à la remise par l'Association du personnel indigène de la colonie au gouverneur général Pétillon d'un cahier de revendications dont l'élaboration d'un statut unique, ci-nommé « Statut unique pour tous les agents blancs et noirs de l’administration coloniale », est évoqué.
En tant que gouverneur général, il reçoit la visite du roi Baudouin au Congo en 1955 et travaille sur des projets visant à créer une "communauté belgo-congolaise" qui permettrait aux Belges et aux Congolais de nouer des relations plus égalitaires (l'Union belgo-congolaise serait créée à cet effet). Son mandat a également vu les premiers mouvements de nationalisme anticolonial dans la colonie. En 1958, il est justement remplacé par Hendrik Cornelis, dernier gouverneur général du Congo.
En 1958, Pétillon devient ministre du Congo belge et du Ruanda-Urundi en tant que technocrate du gouvernement minoritaire social chrétien de Gaston Eyskens et commence à travailler sur un projet de réforme coloniale. L'idée d'une plus grande association des congolais au processus décisionnel en remplaçant le Conseil colonial prenant les décisions depuis Bruxelles par une assemblée élue siégeant à Léopoldville et en donnant les postes administratifs clés aux congolais lui vient à l'esprit. Malheureusement, ses idées n'ont trouvé écho ni à Bruxelles ni à Léopoldville et n'ont pu être concrètement réalisées.

##### Fin de mandats successifs
En novembre, cependant, Eyskens fait entrer les libéraux dans la coalition et nomme Maurice Van Hemelrijck au poste de ministre. Il reste au ministère jusqu'à l'achèvement du rapport du groupe de travail qu'il créa en décembre 1958 et qu'il remit au nouveau ministre le 20 décembre. Ce groupe de travail, constitué des représentants de tous les partis politiques belges de l'époque, s'est chargé d'étudier la question politique au Congo avec l'objectif de défendre la politique de la nation congolaise en y consultant tous ses habitants (noirs et blancs). Bien que le projet fut pertinent, sa réalisation a été complexe. L'absence de congolais dans la composition du groupe de travail constitue une réelle faiblesse dans le projet : seuls les parlementaires belges et d’anciens administrateurs coloniaux furent sollicités.
Il se retire progressivement de la vie publique et est fait, à la fin de sa vie, membre de l'Académie royale des Sciences d'Outre-Mer.
Il décède le 1er avril 1996 à Ixelles à l'âge de 92 ans.

## Ouvrages
- Témoignage et réflexions (1967)
- Courts métrages africains. Pour servir à l'histoire (1979)
- Récit. Congo 1929-1958 (1985)

### Structure et contenu
Entre 1929 et 1958, il publie trois ouvrages sur des affaires dans lesquelles il fut impliqué.
Le premier, intitulé Témoignage et réflexions, fait opposer les croyances des belges de la métropole à celles des personnes ayant vécu au Congo. La métropole voue une indifférence voire une hostilité envers le Congo, pays marqué par des querelles politiques belges. Le premier chapitre nommé Témoignages présente les sujets sur lesquels portent les différents témoignages. Le deuxième chapitre nommé Les discours contient ses observations sur l'administration congolaise et les divers problèmes coloniaux. Le troisième chapitre nommé Réponses et répliques fournit plus de précisions sur la situation congolaise. Enfin, le dernier chapitre nommé Rétrospections et réflexions rapporte sa vérité sur le Congo.
Le second ouvrage intitulé Courts métrages africains traite d'autres sujets que le Congo et expose les problématiques de l'Afrique à l'attention de destinataires qui les méconnaîtraient. Il en écrit la première partie en 1972 qui reprend cinq études à partir de déclarations de personnalités et la seconde partie en 1973 sur base de quatre autres études.
Le dernier ouvrage de Pétillon est intitulé Récit Congo 1929-1958 et parait en 1985. Il raconte sa vie et sa carrière politique à Bruxelles, à Londres et en Afrique. Pétillon se base sur ses souvenirs pour expliquer la situation qu'a connu le Congo de 1929 à 1958, il détaille comment le pays va évoluer de sa colonisation à son indépendance. Les informations qui sont fournies par l'auteur se basent sur sa propre expérience et non des événements qui sont survenus après lui.
À travers ces différentes œuvres, Léon Pétillon chercha à décrire rigoureusement les événements et à émettre un jugement sur ceux-ci.

## Distinctions
- Commandeur de l'ordre royal du Lion en 1948 (Congo belge).
- Officier de l'ordre de l'Étoile africaine en 1946 (Congo belge).
- Grand-croix de l'ordre du Dannebrog en 1956 (Danemark).